# 米德菲尔德
米德菲尔德（英語：Midfield）是美国阿拉巴马州下属的一座城市。面积约为2.65平方英里（约合6.87平方公里）。根据2010年美国人口普查，该市有人口5,365人，人口密度为2,023.00/平方英里（约合780.93/平方公里）。